# یه تیت کوان
یه تیت کوان (انگلیسی: Yee Tit Kwan؛ ۷ ژانویه ۱۹۲۷ – ۱۴ ژانویهٔ ۲۰۱۷) بازیکن بسکتبال اهل سنگاپور بود. وی در بازی‌های المپیک تابستانی ۱۹۵۶ شرکت کرده‌است.